# Lễ cưới (người Thổ)
Lễ cưới Thổ là một nghi lễ của đồng bào dân tộc Thổ, Nghệ An. Lễ cưới chủ yếu ở nhà gái, nhà trai phải chu cấp mọi thứ lễ vật để làm cỗ bàn cho cả hai bên.

## Thách cưới, lễ vật
Trước ngày cưới, nhà trai do ông mối dẫn đầu mang lễ vật sang nhà gái. Đoàn này không những phải nộp lễ vật theo như đã thỏa thuận mà còn phải làm cỗ, sắp cỗ thành mâm cho nhà gái. Cũng ngày này, bên nhà trai có lễ "đưa ơn" để bà con họ hàng, bạn bè mang tiền gạo hoặc lễ vật đến chúc mừng và giúp đỡ.
Tùy từng gia đình mà sự thách cưới có khác nhau nhưng ít ra nhà trai cũng phải đưa đến nhà gái:
- Ba con lợn hoặc con trâu
- Một số rượu và gạo tương đương
- Một số tiền
- Quần áo
- Vòng tai
- Dây xuân thu (bằng bạc) cho cô dâu, quần áo hoặc 30 vuông vải cho bố mẹ cô dâu...
- Hai quan tiền để ông mối cúng trừ ma quỷ.

## Lễ cưới
Trong ngày cưới, cỗ cưới gồm có:
- Xôi
- Thịt lợn
- Lòng lợn luộc
- Chả xương băm
- Cháo nấu bằng nước luộc thịt

Cháo được múc vào bát, các thứ khác nhau được bày trên lá chuối thành từng mâm. Khi có cỗ, những người cùng thứ bậc ngồi cùng một mâm. Mâm các lão làng và chức sắc được xếp ở "boóng toồng" sau đó đến các thứ bậc thấp hơn. Trẻ con nếu còn nhỏ ngồi với mẹ, còn ở tuổi nhi đồng, thiếu niên cùng ăn chung với nhau ở trong những cái nống (nong) đặt dưới đất.
Theo ngày giờ đã thỏa thuận, nhà trai sang nhà gái đón dâu. Trước đây, bên gái có tục chăng dây đón ngõ, không cho vào, nhà trai trả lời được những câu hát đố của "trai tài gái giỏi" nhà gái mới được qua ngõ. Trả lời không được phải đặt vài ba quan tiền, nếu không sẽ bị khoát nước. Vào qua ngõ, nhà gái thu tất cả mũ nón của nhà trai để vào một chỗ tử tế. Khi ra về, nhà gái mang tất cả mũ nón đó và cơi trầu-đặt trước cổng. Người nhà trai khi lấy lại nón mũ của mình thường cầm vài ba miếng trầu, gọi là trầu vui, trầu cưới. Ai có sẵn tiền trong túi gửi tặng đôi tân hôn ít đồng để lấy may, để làm vốn, bao nhiêu cũng được, tùy tâm.
Trong lễ cưới, chú rể phải cúng tổ tiên cô dâu, lạy cha mẹ, chú bác, cô dì của cô dâu. Khi về nhà chồng, nhà trai mời họ gái uống chén rượu, ăn miếng trầu ngay ở chân cầu thang. Nàng dâu rửa chân trong chậu thau đồng trước khi lên nhà. Trong chậu thau có tiền đón (gọi là tiền lặp đảo). Rửa chân xong đổ nước đi lấy tất cả chậu và số tiền.
Tiếp lễ tế tơ hồng. Lễ tế ở trong buồng do ông mối cúng. Lễ vật:
- Một đôi gà
- Một mâm xôi
- Một ngọn đèn
- Trầu rượu

Cúng tơ hồng xong, cô dâu ra vái tổ tiên, lạy ông bà, cha mẹ nhà chồng. Sau đó hai họ ăn cỗ cưới. Kết thúc lễ cưới thường có rượu cần và trai gái hát đối đáp với nhau theo các điệu, "đu đu điềng điềng", "tập tĩnh tập tàng" có tiếng trống tiếng chiêng.

## Sau lễ cưới
Có lễ lại mặt. Lễ lại mặt thường vào ngày thứ ba sau ngày cưới. Lễ lại mặt thường có cỗ xôi, con gà, chai rượu với trầu. Đây là lễ trả ơn bố mẹ người con gái.
Có những trường hợp cưới xong, có khi con trai đến ở rể luôn, nếu trước đó chưa ở rể hoặc đưa của cải thay thế. Nếu không, vợ chồng cũng phải qua nhà bố mẹ ở lại đôi ba ngày hoặc một tuần rồi mới đưa về nhà mình.
Ở nhà chồng, nàng dâu không được ngồi với bố mẹ hoặc anh chồng. Nàng dâu phải đổi theo họ chồng, được gọi theo tên chồng và khi có con gọi theo tên con. Còn chồng, phải sang giúp việc bố mẹ vợ khi có công việc gì đó, nhất là trong những ngày mùa.

## Ngày nay
Lễ cưới của người Thổ diễn ra theo nếp sống mới gần giống như một đám cưới của người Kinh. Các tục lệ xưa chỉ được lưu giữ những gì tốt đẹp nhất, còn phong tục lạc hậu, tốn kém, đã bị bỏ đi rất nhiều để ngày càng phù hợp với đời sống mới, nếp văn hóa mới.